# Citybikes Workers' Cooperative
Citybikes Workers’ Cooperative – sklep rowerowy prowadzony przez pracowników w Portland w Stanach Zjednoczonych, koncentrujący się na rowerach codziennego użytku i wycieczkach rowerowych. Obejmuje on dwa punkty sprzedaży detalicznej: Annex, specjalizujący się w sprzedaży rowerów nowych i używanych oraz Salon Naprawczy, specjalizujący się w sprzedaży używanych części rowerowych.

## Historia
Citybikes został założony przez Rogera Noehrena jako jednoosobowa firma w 1986 w obecnym budynku Remontowni. Zatrudnił Tima Calverta w sierpniu 1989, aby przekształcić Citybikes w spółdzielnię robotniczą (bez Rogera), która powstała w styczniu 1990. Biznes nadal się rozwijał, a w 1995 poszerzył się do Annexu (zainicjowanego przez Rogera, który powrócił w 1994). W tym czasie firma zaczęła sprzedawać większą ilość używanych rowerów, a także przewozić nowe. Przestrzeń w Annex była dalej rozszerzona w 2002, a Sklep Naprawczy był przebudowywany, aby podwoić przestrzeń sprzedaży detalicznej w 2008. Citybikes rosło od początkującego przedsiębiorstwa do udanego spółdzielczego biznesu zatrudniającego około 20 osób w zimie, a 25 w lecie.

## Struktura
Citybikes działa w oparciu o konsensus decyzyjny. Większość decyzji dotyczących spółdzielni jest podejmowana podczas dwumiesięcznych walnych zgromadzeń, na których wszyscy obecni pracownicy mają równe prawa głosu i prawo do głosowania. Codzienne operacje wykonywane są również na zasadzie konsensusu – Citybikes nie posiada żadnych menedżerów ani tradycyjnej hierarchii. Zarząd składa się z pracowników-właścicieli i jest odpowiedzialny za długoterminowe interesy spółdzielni, wyznaczanie celów i podejmowanie ostatecznych decyzji dotyczących polityki i procedur. Własność jest dostępna dla wszystkich pracowników, którzy wypełniają pewne zobowiązania dotyczące czasu i odpowiedzialności. Obecnie około połowa pracowników to pracownicy-właściciele. Równowaga płci odgrywa ważną rolę od początku istnienia sklepu. Mężczyźni i kobiety stanowią w przybliżeniu połowę zarządu, a pracownicy jako całość.

## Praktyki
Co drugiej jesieni Citybikes prowadzi program, w ramach którego ludzie mogą ubiegać się o stanowiska praktykantów. Praktyki zawodowe to dwuletni program, który kształci ludzi zarówno na wykwalifikowanych mechaników, jak i efektywnych pracowników w ramach struktury spółdzielczej. Poza szkoleniem osób do pracy w spółdzielczych sklepach rowerowych, praktyka zawodowa jest sposobem na wejście do branży rowerowej dla słabo reprezentowanych grup społecznych (np. kobiet i mniejszości).

### D.I.Y.
Citybikes prowadzi zajęcia dla publiczności uczących konserwacji rowerów w zimie, a także organizuje dwutygodniowe ‘wieczory wjazdowe’ podczas których publiczność może pracować na własnych rowerach z pomocą personelu. Stojaki naprawcze i proste narzędzia są dostępne do wypożyczenia w godzinach pracy sklepu, dzięki czemu klienci mogą korzystać z zasobów sklepu do bezpłatnej naprawy własnych rowerów. W miejscu, gdzie znajduje się warsztat naprawczy, znajduje się pomieszczenie poświęcone używanym częściom rowerowym, które kupujący mogą przeglądać.